# Albanosmilus
Albanosmilus jourdani
Genre
Espèce
Synonymes
- Machairodus jourdani Filhol, 1883

Albanosmilus est un genre fossile de mammifères carnivores féliformes de la famille également éteinte des Barbourofelidae ayant vécu durant le Miocène moyen et supérieur en Europe, en Asie et en Amérique du Nord. L'animal était auparavant classé dans la famille des nimravidés. Une seule espèce est reconnue, Albanosmilus jourdani.

## Systématique
L'espèce Albanosmilus jourdani a été décrite pour la première fois en 1883 par le paléontologue français Henri Filhol (1843-1902) sous le protonyme de Machairodus jourdani.

## Description
Albanosmilus était comparativement plus volumineux et musclé que les grands félins d'aujourd'hui, comme le tigre, et ressemblait probablement à un lion.

## Liste des sous-espèces
Selon BioLib (9 juin 2022) :
- sous-espèce Albanosmilus jourdani andresi †
- sous-espèce Albanosmilus jourdani jourdani †

Selon Paleobiology Database (9 juin 2022) le genre Albanosmilus n'est représenté par aucun sous-taxon.

## Étymologie
L'épithète spécifique, jourdani, a été donnée en l'honneur du zoologiste français Claude Jourdan (1803-1873), directeur du musée Saint-Pierre de Lyon, qui en avait fait la découverte.

## Publication originale
- Espèce Albanosmilus jourdani sous le taxon Machairodus jourdani :
  - H. Filhol, « Observations relatives à divers carnassiers fossiles provenant de la Grive Saint-Alban (Isère) », Archives du Muséum d'histoire naturelle de Lyon, Lyon, Inconnu, vol. 3,‎ 1883, p. 56-69 (ISSN 0373-6636, OCLC 1756340, lire en ligne).